# Anti-Hero
Az Anti-Hero Taylor Swift amerikai énekesnő és dalszerző dala, ami az első kislemez volt tizedik stúdióalbumáról, a Midnights-ról (2022). A szám szerzője és producere Swift és Jack Antonoff voltak, az Anti-Hero stílusát tekintve egy pop-rock és szintipop dal, amit retro szintetizátorokra és ismétlődő dobokra építettek. A dalszöveg témája főként önutálat, depresszió és szorongás. 2022. október 21-én jelent meg digitális letöltésként, három nappal később tették elérhetővé az amerikai rádióadóknak, a Republic Records kiadásában.
A dalt Swift rémálmai, önutálata és személytelenítése inspirálta, kritizálja azt a társadalmi nyomást, ami hibáira és hiányosságaira helyeznek. Zenekritikusok méltatták a dalt közvetlen szövegéért, fülbemászó ritmikájáért, szintetizátorokon alapuló hangszerelését és az énekes hangját. A Billboard a Midnights legjobb dalának nevezte, egyes magazinok pedig Swift pályafutásának legjobb kislemezének választották. Év végi listákon gyakran 2022 legjobb dalai között volt. A dal videóklipjét, amit Swift írt és rendezett, október 21-én mutatták be. A dalhoz hasonlóan az énekes félelmeit, bizonytalanságait és evészavarát mutatja be, Swiftet három különböző személyként megjelentetve. A videóban előadja egyik rémálmát, ami hagyatékáról és végrendeletéről szólt, kitalált családját Mike Birbiglia, John Early és Mary Elizabeth Ellis játsszák.
Az Anti-Hero megdöntötte az országos rekordot az Egyesült Államokban és a globális rekordot a legjobb nyitónapért a Spotify történetében. Negyven országban érte el a slágerlisták első tíz helyének egyikét, Ausztráliában, Belgiumban, az Egyesült Államokban, az Egyesült Királyságban, a Fülöp-szigeteken, Horvátországban, Indonéziában, Írországban, Izraelben, Kanadában, Lettországban, Malajziában, Portugáliában és Új-Zélandon első lett. Ezekben az országokban több esetben heteket töltött az adott lista élén, az Egyesült Államokban és az Egyesült Királyságban is Swift pályafutásának leghosszabb ideig első helyezett dala volt. A kislemez Swift kilencedik listavezető dala lett a Billboard Hot 100-on, amivel az egyetlen szólóelőadó lett a slágerlista történetében, akinek öt dala az első helyen debütált és 2022 legtöbb példányban elkelt dala lett. Első lett a Billboard Global 200 és a Radio Songs listákon is, amivel Swift lett az első előadó, akinek az utóbbi listán első helyezett dala volt a 2000-es, a 2010-es és a 2020-as években is. 2022. november 7-én kiadták a dal remixét, amin közreműködött a Bleachers amerikai rockegyüttes.

## Háttér
2022. augusztus 28-án Taylor Swift bejelentette tizedik stúdióalbumát, a Midnights-ot, október 21-i megjelenéssel. Az énekesnő 2022 szeptemberében jelentette be, hogy az album producere ismét Jack Antonoff lesz, akivel Swift ötödik lemeze, a 1989 (2014) óta dolgozott. 2022. szeptember 21-től Swift elkezdte megosztani az album számlistáját a TikTok platformon, a Midnights Mayhem with Me című sorozat részeként. Tizenhárom epizódja volt, mindegyikben egy új dalt jelentett be. 2022. október 3-án, a hatodik epizódban jelentette be az Anti-Hero megjelenését.

## Zene és dalszöveg
„Szerintem még soha nem kutattam fel félelmeimet ennyire részletesen. Nagyon sok problémám van azzal az elképzeléssel, hogy az életem kezelhetetlenül nagy lett és, hogy embernek érezzem magam. Ez a dal egy vezetett utazás azon dolgokról, amiket utálok saját magamban. Mindannyian utálunk egyes dolgokat saját magunkban. Ezeket a dolgokat kell elfogadnunk, ha emberek akarunk lenni. Szóval igen, nagyon szeretem az Anti-Herot, mert szerintem nagyon őszinte.”

– Swift a dalról beszélve Instagramon
Az énekes Instagramon osztotta meg, hogy az Anti-Hero az egyik kedvenc dala, amit életében írt. Azt mondta, hogy a dal mélységekbe menve elemzi félelmeit, részletezve a dolgokat, amiket utál saját magában.
Az Anti-Hero egy pop-rock és szintipop dal, amire nagy befolyással volt az 1980-as évek rockja. Egy ismétlődő dobalapra és „lassú” szintetizátorokra épült. A dalszövegében Swift kritizálja önmagát, kiemeli, hogy ő a „probléma” és megosztja félelmeit, beszél szorongásáról, illetve depressziójáról. A megemlített témák között van ismerősei figyelmen kívül hagyása, nárcizmus álcázása, mint altruizmus, hogy kapcsolatai csak üzleti érdekűek és, hogy képtelen normálisan kommunikálni másokkal hírneve miatt. Dallamát tekintve a versszakokban egyik pillanatban „lendületes,” míg a következőben „majdnem monoton.” A szám áthidaló részében leírja egyik rémálmát, amiben menye meggyilkolja Swiftet, hogy megörökölje vagyonát. Az utolsó refrénben Swift hangja a következőként van leírva: „kimerült, szinte vonszoló és sóhajokkal tűzdelt,” mielőtt visszatérne az eredeti refrénhez. A szövegben utal a 30 Rock sorozatra is a „Sometimes I feel like everybody is a sexy baby, and I’m a monster on the hill” sorban, amivel a fiatal nők fetisizálására hivatkozik. Az Anti-Hero E dúrban íródott, 97 bpm-es tempóban, A–E–B–C♯m akkordmenetet követve. Swift hangja E3 és C♯5 között mozog.

## Népszerűsítése
Október 16-án Swift kiadott egy rövid videót Midnights Manifest címen közösségi média oldalain, amiben megosztotta, hogy milyen események fognak még megtörténni a Midnights megjelenése előtt. Ezen látszott, hogy az album megjelenésének napján ki fognak adni egy videóklipet az Anti-Hero című dalhoz. A videó részleteit lehetett látni az Amazon Prime Video Thursday Night Football közvetítésében október 20-án. Swift mellett a videóklip szereposztásának része volt Mike Birbiglia, John Early és Mary Elizabeth Ellis, akiknek nevét először az előzetesben lehetett látni. A megosztott naptárban lehetett látni a #TSAntiHeroChallenge hashtaget is, ami október 21-én indult el, a videóklip premierje után, a YouTube platformon.
A Universal Music Group 2022. október 21-én küldte el a dalt olasz rádióállomásoknak. Ugyanezen a napon digitális letöltésként is megjelent Swift weboldalán. A Republic Records október 24-én adta ki a dalt amerikai felnőtt kortárs slágerrádióknak, majd október 25-én kortárs slágerrádióknak, mint a Midnights fő kislemeze.
2022. november 7-én kiadtak egy duett remixet Antonoff Bleachers nevű alternatív rock együttesével. A dal csak digitális letöltésként jelent meg Swift weboldalán, mielőtt a következő nap kiadták streaming platformokon is.

## Kritika
Az Anti-Hero szinte csak pozitív reakciót váltott ki zenekritikusokból. Az Exclaim! szerzője, Megan LaPierre szerint „rég óta” Swift legjobb albumnépszerűsítő kislemeze volt. Olivia Horn (Pitchfork) azt mondta róla, hogy a dal szembeszáll Swift hiányosságaival és úgy írta le, mint amiben az énekesnő keveri a „a 1989 polírozott szintipopját, a Reputation elemző jellegét, illetve a Folklore és az Evermore dalszövegstílusát.” Brittany Spanos (Rolling Stone) szerint az Anti-Hero egyértelműen az album egyik legjobb dala volt, amiben „az énekes saját magát és kritikusait is annyira leszólja, mint a Blank Space-en.” Ezek mellett méltatta a dal azon részét, ahol az énekes rémálmáról beszél. Rob Sheffield a következőt írta: „olyan, mint a The Man második felvonása, tele van gyilkos sorokkal.”
Lauren Jackson (The New Yorker) méltatta a produceri munkát a dalon, a tiszteletlen refrént, a szám ritmikáját és Swift hanghordozását. Lindsay Zoladz (The New York Times) a következő szavakkal írta le a dalt: „fertőző és játékosan önostorozó,” majd méltatta ahogy kritizálja a fiatal nők fetisizálását. Chris Willman (Variety) kiemelte a dal szövegét, „mókás” hangulatát és „fülbemászó” refrénjét. Ezek mellett azt írta, hogy Swift a refrénben „úgy hangzik, mint aki lélekszakadva rohant be egy ajtón, hogy megossza ezt a váratlan, bátor vallomását,” majd azt mondta az énekesről, hogy „a tragikomikus dramaturgia mestere, énekesként és dalszerzőként is.”
Alexis Petridis (The Guardian) azt írta, hogy Swift nagyon magabiztos a dalon, „már nem érzi úgy, hogy ugyanazokkal a feltételekkel kellene játszania, mint kortársai.” A Billboard szerzője Jason Lipshutz az album legjobb dalának választotta, méltatta „bámulatosan metsző önelemzését,” „szardonikus mesterfogásait” és Antonoff „sima, ragyogó” produceri munkáját. Helen Brown (The Independent) egy zseniális dalnak nevezte és kiemelte „elképesztő szürreális képvilágát,” amit Swift arra használt, hogy bemutassa hírnevét.
A The Observer kritikusa, Kitty Empire az album egyik „legelbűvölőbb” dalának nevezte, „sötét önostorozása” miatt. Carl Wilson (Slate) többekhez hasonlóan kiemelte a dal szövegét, méltatva a „turnézó szupersztár bemutatását, mint egy összehasonlíthatatlan szörny” és az Evermore-inspirálta rémálom-bemutatót az kislemez második felében. Wilson ezek mellett nagyon jónak tekintette Swift fejlődő énekhangját, amit esetenként Kate Bush-hoz hasonlított. A dalt Rick Quinn (PopMatters) a Midnights „zenei és érzelmi középpontjának” nevezte, méltatva „fülbemászó” ritmikáját és zenei alapját. John Murphy (MusicOMH) azt írta, hogy a dal egy Taylor Swift-klasszikus lesz, szerinte az énekes pályafutásának egyik legjobb száma. A DIY sok magazinhoz hasonlóan Swift egyik legjobb fő kislemezének nevezte, míg a GQ 2022 egyik legjobb dalának választotta.

## Számlista
| Digitális letöltés és streaming - Anti-Hero – 3:21 - Anti-Hero (Illenium remix) – 4:27 - Anti-Hero (akusztikus) – 3:16 Digitális letöltés - Anti-Hero (hangszeres) – 3:21 - Anti-Hero (Kungs remix extended version) – 3:55 | Digitális letöltés és streaming – Kislemez 1. Anti-Hero (a Bleachers közreműködésével) – 3:48 2. Anti-Hero – 3:21 Digitális letöltés és streaming – Remixek 1. Anti-Hero (a Bleachers közreműködésével) – 3:48 2. Anti-Hero (Roosevelt remix) – 4:59 3. Anti-Hero (Kungs remix) – 3:14 4. Anti-Hero (Jayda G remix) – 3:35 5. Anti-Hero – 3:21 |

## Elismerések

### Díjak és jelölések
| Díjátadó                                   | Év   | Kategória                                         | Eredmény | For.   |
| ------------------------------------------ | ---- | ------------------------------------------------- | -------- | ------ |
| People’s Choice Awards                     | 2022 | 2022 videóklipje                                  | Elnyerte | [ 40 ] |
| Capricho Awards                            | 2022 | Az év nemzetközi slágere                          | Elnyerte | [ 41 ] |
| ADG Excellence in Production Design Awards | 2023 | Rövid: Az év videóklipje vagy internetes sorozata | Függőben | [ 42 ] |
| iHeartRadio Music Awards                   | 2023 | Az év dala                                        | Függőben | [ 43 ] |
| iHeartRadio Music Awards                   | 2023 | Legjobb dalszöveg                                 | Függőben | [ 43 ] |
| iHeartRadio Music Awards                   | 2023 | Legjobb videóklip                                 | Függőben | [ 43 ] |
| Brit Awards                                | 2023 | Az év nemzetközi dala                             | Függőben | [ 44 ] |
| Gaffa Awards                               | 2023 | Az év nemzetközi slágere                          | Függőben | [ 45 ] |
| Nickelodeon Kids’ Choice Awards            | 2023 | Kedvenc dal                                       | Függőben | [ 46 ] |

### Ranglisták
| Magazin              | Lista neve                         | Helyezés | For.   |
| -------------------- | ---------------------------------- | -------- | ------ |
| BBC                  | 2022 25 legjobb dala               | 4        | [ 47 ] |
| Billboard            | 2022 100 legjobb dala              | 5        | [ 48 ] |
| DIY                  | A DIY legjobb dalai                | 5        | [ 36 ] |
| Entertainment Weekly | 2022 10 legjobb dala               | 7        | [ 49 ] |
| Los Angeles Times    | 2022 100 legjobb dala              | 9        | [ 50 ] |
| NPR                  | 2022 100 legjobb dala              | 33       | [ 51 ] |
| The New York Times   | Lindsay Zoladz: 2022 legjobb dalai | 5        | [ 52 ] |
| NME                  | 2022 50 legjobb dala               | 17       | [ 53 ] |
| Paste                | 2022 50 legjobb dala               | 14       | [ 54 ] |
| Pitchfork            | 2022 100 legjobb dala              | 44       | [ 55 ] |
| Slant Magazine       | 2022 50 legjobb dala               | 2        | [ 56 ] |
| Time Out             | 2022 22 legjobb dala               | 15       | [ 57 ] |

## Közreműködő előadók
Felvételek
- Felvételek: Rough Customer Studio (Brooklyn) és Electric Lady Studios (New York)
- Keverés: MixStar Studios (Virginia Beach)
- Maszterelés: Sterling Sound (Edgewater, New Jersey)
- Bobby Hawk közreműködését Jon Gautier vette fel a Sound House Studióban (Lakeland, Florida)

Zenészek, utómunka
- Taylor Swift – vokál, dalszerző, producer
- Jack Antonoff – dalszerző, producer, dobok, programozás, ütőhangszerek, szintetizátor, Prophet-5, basszusgitár, akusztikus gitár, Juno 6, Mellotron, Wurlitzer, háttérénekes, felvételek
- Bobby Hawk – hegedű
- Megan Searl – asszisztens hangmérnök
- Jon Sher – asszisztens hangmérnök
- John Rooney – asszisztens hangmérnök
- Şerban Ghenea – keverési hangmérnök
- Bryce Bordone – asszisztens keverési hangmérnök
- Randy Merrill – maszterelő hangmérnök
- Jon Gautier – felvételek
- Laura Sisk – felvételek

## Slágerlisták
| Slágerlista (2022–2023)               | Legmagasabb pozíció |
| ------------------------------------- | ------------------- |
| Argentina (Argentina Hot 100)         | 40                  |
| Ausztrália (ARIA)                     | 1                   |
| Ausztria (Ö3 Austria Top 40)          | 6                   |
| Belgium (Ultratop 50 Flanders)        | 1                   |
| Belgium (Ultratop 50 Wallonia)        | 13                  |
| Brazília (Top 100 Brasil)             | 67                  |
| Brazília (Pop Internacional)          | 3                   |
| Brazília (Brazil Songs)               | 8                   |
| Bulgária (PROPHON)                    | 6                   |
| Csehország (Rádio Top 100)            | 2                   |
| Csehország (Singles Digitál Top 100)  | 8                   |
| Dánia (Tracklisten Top 40)            | 7                   |
| Dánia Airplay (Tracklisten)           | 1                   |
| Dél-Afrika (RISA)                     | 3                   |
| Dél-Korea (Circle)                    | 174                 |
| Egyesült Királyság (UK Singles Chart) | 1                   |
| Finnország (Singlet Top 20)           | 10                  |
| Franciaország (Single Top 100)        | 32                  |
| Global 200 (Billboard)                | 1                   |
| Görögország (IFPI International)      | 2                   |
| Hollandia (Top 40)                    | 5                   |
| Hollandia (Single Top 100)            | 9                   |
| Hongkong (Billboard)                  | 6                   |
| Horvátország (HRT)                    | 1                   |
| India (IMI)                           | 4                   |
| Indonézia (Billboard)                 | 1                   |
| Írország (IRMA)                       | 1                   |
| Izeland (Plötutíðindi)                | 4                   |
| Izrael (Media Forest)                 | 6                   |
| Japán (Billboard Japan Hot 100)       | 34                  |
| Kanada (Canadian Hot 100)             | 1                   |
| Kanada AC (Billboard)                 | 2                   |
| Kanada CHR/Top 40 (Billboard)         | 2                   |
| Kanada Hot AC (Billboard)             | 1                   |
| Lettország (EHR)                      | 1                   |
| Libanon (Lebanese Top 20)             | 3                   |
| Litvánia (AGATA)                      | 5                   |
| Luxembourg (Billboard)                | 6                   |
| Magyarország (Rádiós Top 40)          | 26                  |
| Magyarország (Single Top 40)          | 31                  |
| Magyarország (Stream Top 40)          | 8                   |
| Malajzia (Billboard)                  | 1                   |
| Malajzia (RIM International)          | 1                   |
| MENA (IFPI)                           | 20                  |
| Mexikó (Monitor Latino Airplay)       | 8                   |
| Németország (Media Control Charts)    | 7                   |
| Németország (BVMI)                    | 1                   |
| Nigéria (TurnTable Top 100)           | 32                  |
| Norvégia (VG-lista)                   | 3                   |
| Olaszország (FIMI)                    | 26                  |
| Panama (Monitor Latino)               | 10                  |
| Paraguay (Monitor Latino)             | 9                   |
| Fülöp-szigetek (Billboard)            | 1                   |
| Portugália (AFP Top 100 Singles)      | 2                   |
| Puerto Rico (Monitor Latino)          | 17                  |
| Románia (Billboard)                   | 17                  |
| Oroszország (TopHit)                  | 57                  |
| Salvador (Monitor Latino)             | 14                  |
| Spanyolország (PROMUSICAE)            | 14                  |
| Svájc (Schweizer Hitparade)           | 6                   |
| Svédország (Sverigetopplistan)        | 5                   |
| Szingapúr (RIAS)                      | 1                   |
| Szlovákia (Rádio Top 100)             | 12                  |
| Szlovákia (Singles Digitál Top 100)   | 6                   |
| Tajvan (Billboard)                    | 5                   |
| Uruguay (Monitor Latino)              | 15                  |
| US Billboard Hot 100                  | 1                   |
| US Adult Contemporary (Billboard)     | 3                   |
| US Adult Top 40 (Billboard)           | 1                   |
| US Dance/Mix Show Airplay (Billboard) | 4                   |
| US Mainstream Top 40 (Billboard)      | 1                   |
| Új-Zéland (Recorded Music NZ)         | 1                   |
| Vietnám (Vietnam Hot 100)             | 2                   |

| Slágerlista (2022)          | Pozació |
| --------------------------- | ------- |
| Brazília (Top 50 Streaming) | 47      |

| Slágerlista (2022)                   | Pozíció |
| ------------------------------------ | ------- |
| Ausztrália (ARIA)                    | 43      |
| Belgium (Ultratop 50 Flandria)       | 94      |
| Egyesült Királyság (OCC)             | 59      |
| Hollandia (Dutch Top 40)             | 54      |
| Németország (Official German Charts) | 100     |
| Svájc (Schweizer Hitparade)          | 97      |

## Minősítések
| Régió | Minősítés       | Eladott példányszám |
| --- | --------------- | ------------------- |
| Ausztrália (ARIA) | Platinalemez    | 70 000              |
| Ausztria (IFPI Austria)                                                                                                 | Aranylemez      | 15 000              |
| Egyesült Királyság (BPI)                                                                                                | Platinalemez    | 600 000             |
| Kanada (Music Canada)                                                                                                   | 2× Platinalemez | 160 000             |
| Mexikó (AMPROFON) | Aranylemez      | 70 000              |
| Norvégia (IFPI Norway)                                                                                                  | Aranylemez      | 30 000              |
| Olaszország (FIMI) | Aranylemez      | 50 000              |
| Portugália (AFP) | Aranylemez      | 5 000               |
| Spanyolország (PROMUSICAE)                                                                                              | Aranylemez      | 30 000              |
| Új-Zéland (RMNZ) | Platinalemez    | 30 000              |
| Streaming |                 |                     |
| Görögország (IFPI Greece)                                                                                               | Aranylemez      | 1 000 000           |
| ‡ Eladási+streaming példányszámok kizárólag a minősítés alapján. † Csak streaming számok kizárólag a minősítés alapján. |                 |                     |

## Kiadások
| Régió            | Dátum              | Formátum                     | Kiadás                          | Kiadó(k)  | For.    |
| ---------------- | ------------------ | ---------------------------- | ------------------------------- | --------- | ------- |
| Olaszország      | 2022. október 21.  | airplay rádió                | Original                        | Universal | [ 148 ] |
| Egyesült Államok | 2022. október 21.  | digitális letöltés           | Original                        | Republic  | [ 149 ] |
| Egyesült Államok | 2022. október 24.  | felnőtt kortárs slágerrádió  | Original                        | Republic  | [ 150 ] |
| Egyesült Államok | 2022. október 25.  | kortárs slágerrádió          | Original                        | Republic  | [ 151 ] |
| Egyesült Államok | 2022. november 3.  | digitális letöltés           | Hangszeres                      | Republic  | [ 152 ] |
| Egyesült Államok | 2022. november 7.  | digitális letöltés           | Bleachers remix                 | Republic  | [ 153 ] |
| Világszerte      | 2022. november 8.  | digitális letöltés streaming | Bleachers remix                 | Republic  | [ 38 ]  |
| Egyesült Államok | 2022. november 9.  | digitális letöltés           | Roosevelt remix                 | Republic  | [ 154 ] |
| Egyesült Államok | 2022. november 10. | digitális letöltés           | Kungs remix                     | Republic  | [ 155 ] |
| Egyesült Államok | 2022. november 10. | digitális letöltés           | Jayda G remix                   | Republic  | [ 156 ] |
| Egyesült Államok | 2022. november 11. | digitális letöltés           | Akusztikus                      | Republic  | [ 157 ] |
| Egyesült Államok | 2022. november 11. | digitális letöltés           | Kungs remix (hosszabb változat) | Republic  | [ 158 ] |
| Világszerte      | 2022. november 11. | digitális letöltés streaming | Remixek                         | Republic  | [ 39 ]  |
| Egyesült Államok | 2022. november 17. | digitális letöltés           | Illenium remix                  | Republic  | [ 159 ] |
| Világszerte      | 2022. november 18. | digitális letöltés streaming | Illenium remix                  | Republic  | [ 160 ] |
| Világszerte      | 2022. november 25. | digitális letöltés streaming | akusztikus                      | Republic  | [ 161 ] |